# 阿拉伯裔馬其頓人
阿拉伯裔馬其頓人，是指來自阿拉伯世界的馬其頓人，特别是黎巴嫩、叙利亞、巴勒斯坦、伊拉克、約旦，另有少數來自埃及、阿爾及利亞、突尼西亞、摩洛哥、利比亞和蘇丹，大多数來自叙利亞，人數大概6300人。
他們一些是難民，另一些是非法移民，他們把馬其頓當成移民西歐中途站。